# Tical (album)
Pour les articles homonymes, voir Tical.
Albums de Method Man
Tical 2000: Judgement Day
(1998)
Singles
1. Bring the Pain
Sortie : 25 octobre 1994
2. Release Yo' Delf
Sortie : 1995
3. I'll Be There for You/You're All I Need to Get By
Sortie : 25 avril 1995

Tical est le premier album studio de Method Man, membre du Wu-Tang Clan, sorti le 15 novembre 1994.
C'est le premier membre du groupe à se lancer en solo après le premier album du groupe, Enter the Wu-Tang (36 Chambers).
L'album de Method Man a connu un très gros succès commercial : il s'est classé 1er au Top R&B/Hip-Hop Albums et 4e au Billboard 200 et a été certifié disque de platine par la RIAA le 13 juillet 1995. Le succès est notamment dû aux deux singles Bring the Pain et Release Yo' Delf qui reprend un sample de I Will Survive de Gloria Gaynor.

## Liste des titres
| No  | Titre                                                                                   | Contient un (des) sample(s) de | Durée |
| --- | --------------------------------------------------------------------------------------- | --- | ----- |
| 1.  | Tical                                                                                   | Extraits des dialogues de La 36e Chambre de Shaolin et de Ten Tigers from Kwangtung                                                                               | 3:57  |
| 2.  | Biscuits                                                                                | Tableaux d'une exposition de Modeste Moussorgski | 2:50  |
| 3.  | Bring the Pain                                                                          | I'm Your Mechanical Man de Jerry Butler Don't Test the High Power de Ninja Man                                                                                    | 3:10  |
| 4.  | All I Need                                                                              | You're All I Need to Get By de Marvin Gaye et Tammi Terrell Stoned Soul d'Artie Christopher Synthetic Substitution de Melvin Bliss                                | 3:16  |
| 5.  | What the Blood Clot                                                                     | Superman Theme de Leon Klatzkin Diary of a Madman de Gravediggaz featuring Shabazz The Disciple et Killah Priest                                                  | 3:25  |
| 6.  | Meth vs. Chef (featuring Raekwon)                                                       | Papa Was Too de Joe Tex Tical de Method Man | 3:34  |
| 7.  | Sub Crazy                                                                               | | 2:14  |
| 8.  | Release Yo' Delf (featuring Blue Raspberry)                                             | The Treasure of San Miguel d'Herb Alpert and The Tijuana Brass I Will Survive de Gloria Gaynor                                                                    | 4:15  |
| 9.  | P.L.O. Style (featuring Carlton Fisk)                                                   | Look What You Done for Me d'Al Green Method Man du Wu-Tang Clan Wu-Tang: 7th Chamber du Wu-Tang Clan                                                              | 2:36  |
| 10. | I Get My Thang in Action                                                                | Verb: That's What's Happening de Zachary Sanders Hit or Miss de Bo Diddley Method Man du Wu-Tang Clan                                                             | 3:46  |
| 11. | Mr. Sandman (featuring RZA, Inspectah Deck, Streetlife, Carlton Fisk et Blue Raspberry) | The Death House Rescue d'Orson Welles Mr. Sandman des Chordettes Summer in the City de The Lovin' Spoonful Wu-Tang Clan Ain't Nuthing Ta Fuck Wit du Wu-Tang Clan | 3:38  |
| 12. | Stimulation                                                                             | Snowbound de Sarah Vaughan Midnight Theme de Manzel | 3:46  |
| 13. | Method Man (Remix)                                                                      | | 3:16  |

| 14. | I'll Be There for You/You're All I Need to Get By (featuring Mary J. Blige) | 5:08 |

| 14. | Bring The Pain (Remix)           | 3:26 |
| 15. | Release Yo' Delf (Prodigy Remix) | 3:26 |